# Maria de Portugal, Rainha de Castela
Maria de Portugal (1313 – Évora, 18 de janeiro de 1357), a «Fermosíssima Maria» a que se refere Luís de Camões em Os Lusíadas, foi uma infanta portuguesa, a filha primogénita do rei de Portugal Afonso IV e sua esposa Beatriz, e rainha de Castela como a esposa do rei Afonso XI.

## Biografia
Em 1326, foi proposta por seu pai como noiva de Eduardo III de Inglaterra, então duque da Aquitânia e herdeiro da Coroa inglesa. Para esse efeito, Afonso IV enviou a Inglaterra como embaixadores o almirante Manuel Pessanha e o Mestre Rodrigo Domingues, mas a proposta não teve acolhimento porque aquele príncipe encontrava-se já comprometido com a irmã do rei de Castela.
Em 1328, tornou-se rainha de Castela pelo seu casamento, em Alfaiates, com Afonso XI, filho de Fernando IV e da infanta Constança de Portugal. Foi senhora dos alcáceres, castelos e vilas de Guadalajara, Talavera e Olmedo que recebeu do rei Afonso, por ocasião do seu casamento. O rei praticamente esteve para se separar dela, por não dar à luz um herdeiro, o que viria a acontecer em 30 de agosto de 1334 na cidade de Burgos (o futuro rei Pedro I de Castela). Contudo, o rei manteve abertamente uma relação extraconjugal com Leonor de Gusmão, o que levou a jovem rainha a regressar a Portugal, fixando-se em Évora, onde então se achava a corte de seu pai.  Tal facto gerou um breve conflito entre Portugal e Castela, pela honra da rainha portuguesa, com o rei português a atacar as terras da raia. 
O conflito viria a ser sanado por um tratado assinado em Sevilha em julho de 1340. Para garantir a ajuda do sogro no combate aos muçulmanos, num momento em que o sultão de Marrocos se preparava para invadir a Península Ibérica, Afonso XI enviou D. Maria ao encontro do pai em Évora, a fim de solicitar a sua participação no conflito que se avizinhava.
Maria acedeu ao pedido do marido e depois regressou à corte do rei castelhano "com a obrigação de Afonso XI dar à sua mulher o tratamento e honra que lhe devia e o consequente exílio da corte de Leonor Nunes de Gusmão".
Entretanto, Afonso IV partiu em campanha para Castela, desta feita para batalhar o inimigo da fé cristã. A peleja travou-se nas margens do Rio Salado, donde houve nome a batalha do Salado, com a participação destacada das tropas portuguesas, em 30 de outubro de 1340, tendo os mouros sido completamente derrotados.
Acabada a batalha, o rei castelhano não cumpriu o acordado com o sogro em relação a Leonor de Gusmão, já que, segundo o cronista Fernão Lopes, "Afonso XI não podia sofrer a comverçaçam da mulher, nem a pryvaçam e apartamento da favorita. E em fim tudo se tornaua ao que primeiro fora".
O rei Afonso XI morreu de peste negra em 26 de março de 1350. Na primavera de 1351, a rainha Maria vingou-se da amante de seu esposo e mandou matar Leonor de Gusmão, segundo relata o cronista Pero Lopes de Ayala:
| “ | ...por su mandato, mató a la dicha doñá Leonor en el alcázar de Talavera (...) e mucho mal e mucha guerra nació en Castilla por esta razón. | ” |

O rei Pedro I de Castela, cognominado o Cruel, subiu ao trono com 16 anos após a morte de seu pai e praticou todo o género de atrocidades que muito consternaram a mãe. Ironicamente, Pedro também abandonou a sua mulher, Branca de Bourbon, para viver com a sua favorita Maria de Padilla, e o filho que Afonso XI tivera da amante, Henrique de Trastâmara acabaria também por vingar-se, ao assassinar Pedro I e subir ao trono como Henrique II de Castela.
Em 26 de janeiro de 1356, a rainha e outros nobres, incluindo o seu mordomo-mor Martim Afonso Telo de Meneses, estavam no Alcazar de Toro quando o rei Pedro, acompanhado por vários escudeiros, entrou e mandou matar muitos dos que estavam lá com a rainha. Pero Lopes de Ayala na crónica dos reinados de Pedro e três de seus sucessores, descreveu os acontecimentos da seguinte forma:
| “ | E então logo enviou dizer el Rei à Rainha Dona Maria, sua mãe, que estava dentro do Alcácer que saísse de ali e se viesse para ele. E a Rainha enviou-lhe pedir mercê para aqueles Cavaleiros que ali estavam com ela, que os perdoasse. E el Rei enviou-lhe dizer que ela se viesse, que depois ele saberia que fazer com os Cavaleiros que com ela estavam (...) E a Rainha saiu do Alcácer, e vinha com ela a condessa dona Joana, mulher do conde Dom Henrique, outrossim Dom Pero Estevanez Carpentero, Mestre que se chamava de Calatrava, e Ruy Gonçalves de Castanheda, e Alfonso Tellez Girón, e Martin Alfonso Tello (...) Outro Escudeiro chegou e matou a Martim Alfonso Tello (...) E a Rainha Dona Maria, mãe del Rei, quando viu matar assim a estes Cavaleiros, caiu em terra sem nenhum sentido, como morta (...) e depois levantaram-na e viu os Cavaleiros mortos em derredor de si, e desnudos e começou a dar grandes vozes maldizendo ao Rei seu filho, e dizendo que a desonrara e lastimara para sempre, e que mais já queria morrer, que não viver. | ” |

## Morte e sepultamento

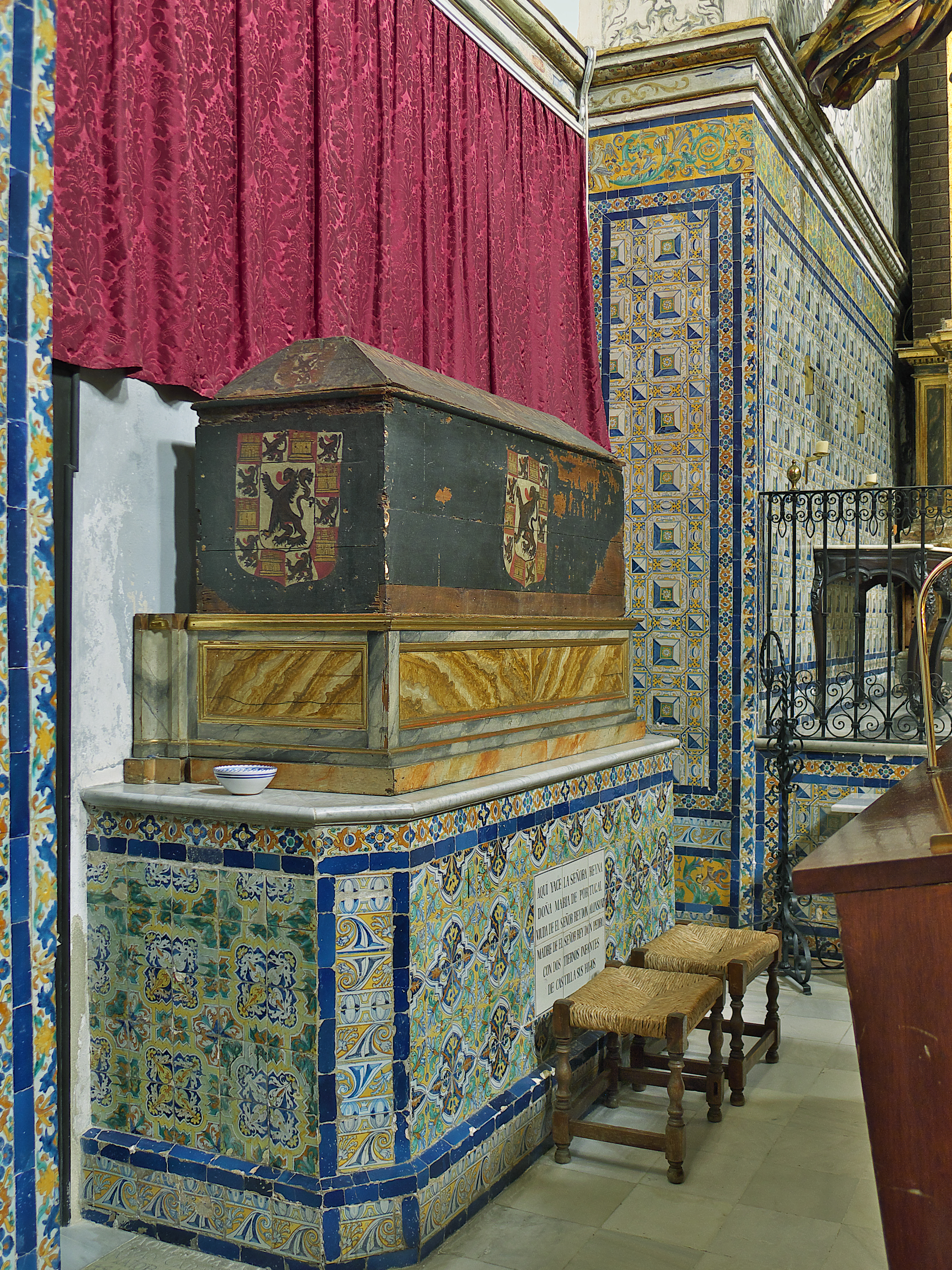
Sepulcro da rainha Maria no Mosteiro de São Clemente em Sevilha

Depois deste episódio, Maria retornou a Portugal em 1356, acolhendo-se a Évora (onde então estava a corte), onde viria a falecer, em 1357.
Havia outorgado testamento em Valladolid no dia 8 de novembro de 1351, e nele dispôs que o seu cadáver, revestido com o hábito de Santa Clara, fosse enterrado na Capela Real da Catedral de Sevilha, onde estava o seu esposo, Afonso XI, e que, se a este último o trasladassem, o mesmo fizessem aos seus restos mortais.
Após o seu falecimento recebeu sepultura em Évora, até que, contrariamente aos desejos expressos no seu testamento, os seus restos foram trasladados a Sevilha. Em 1371, o rei Henrique II dispôs que o seu pai recebesse sepultura definitiva na Real Colegiada de São Hipólito em Córdova, e é provável que ao mesmo tempo haja decidido que a rainha Maria, que tinha sido responsável pela morte de sua mãe, Leonor, fosse enterrada no Mosteiro de São Clemente em Sevilha. «Desta maneira se separavam definitivamente os que em vida estiveram pouco unidos». Os seus restos mortais repousam num sepulcro de madeira singelo, decorado com escudos heráldicos e coberto por um arco no lado do Evangelho da igreja do mosteiro.

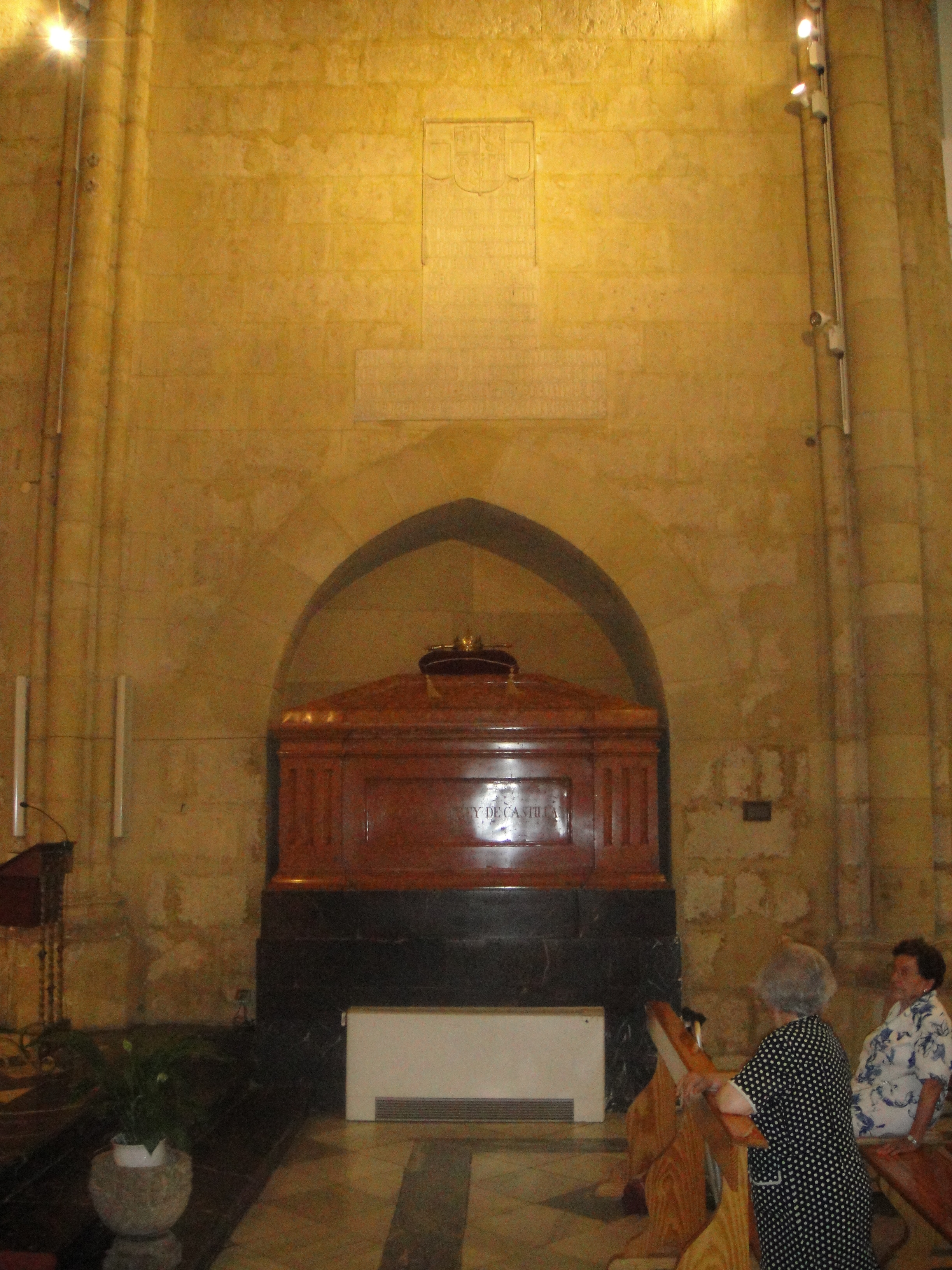
Túmulo do rei Afonso XI na Real Colegiada de São Hipólito em Córdova

O epitáfio da rainha, numa lápide de azulejos singelos, reza:
DONA MARIA DE PORTUGAL
VIÚVA DO SENHOR REI DOM AFONSO XI
MÃE DO SENHOR REI DOM PEDRO.
COM DOIS TERNOS INFANTES
DE CASTELA SEUS FILHOS.[a]

## Descendência
- Dois filhos enterrados com a mãe no Mosteiro de São Clemente em Sevilha. Um deles, o primogênito Fernando, faleceu poucos meses após o nascimento.
- Pedro I de Castela (1334-1369), rei de Castela (1350-1369)